# Атенс (Техас)
Атенс (англ. Athens) — город в США, расположенный в восточной части штата Техас, административный центр округа Хендерсон. По данным переписи за 2010 год число жителей составляло 12 710 человек, по оценке Бюро переписи США в 2018 году в городе проживало 12 677 человек.

## История

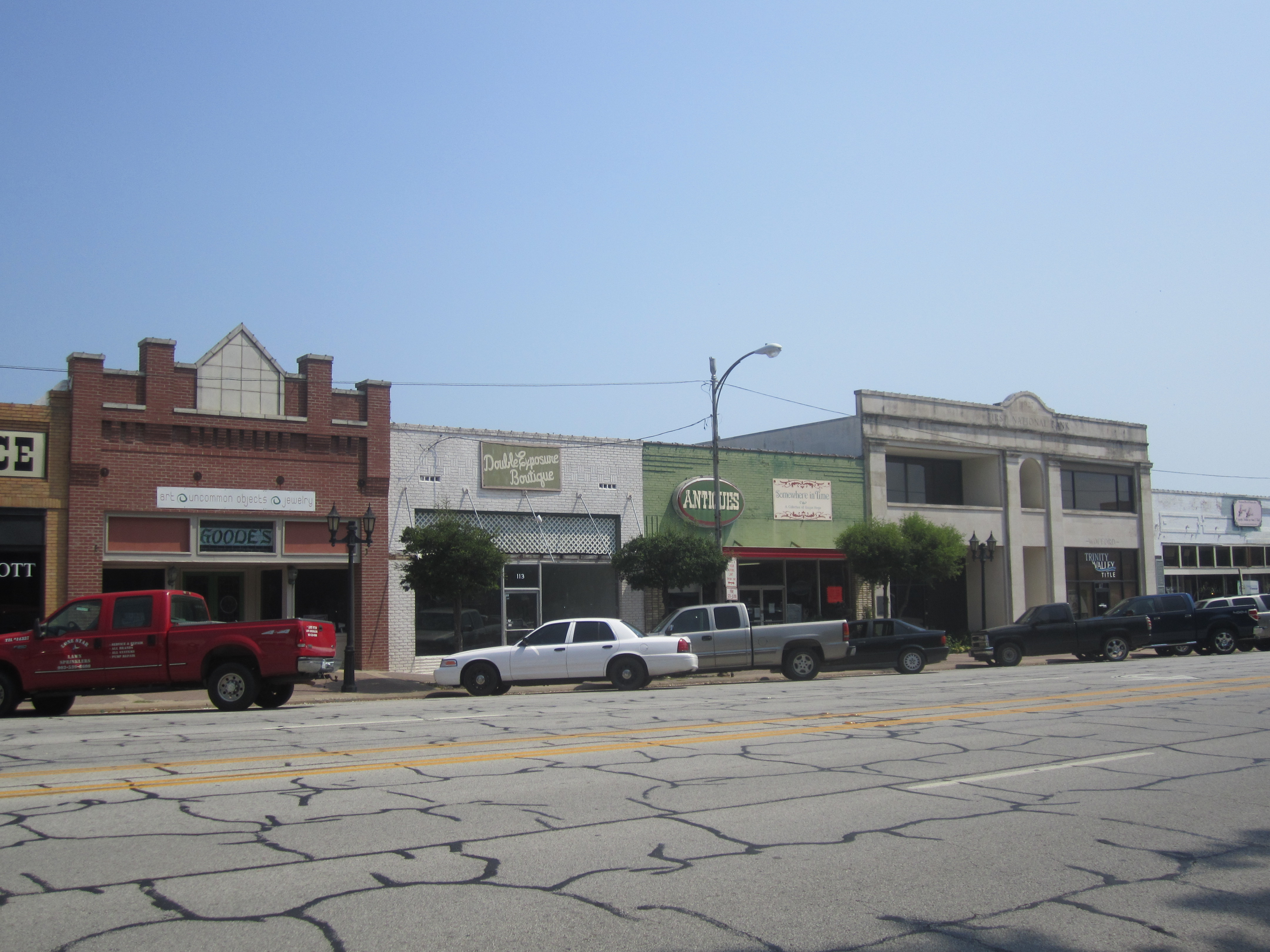
Центр города

Первые поселенцы прибыли в Атенс в 1850 году, в том же году был основан новый город, который выбрали третьим по счёту административным центром округа Хендерсон, поскольку при изменении границ округов предыдущие столицы, Баффало и Сентервилл, оказались за пределами Хендерсона. Атенс назван в честь одноимённого города в штате Алабама, родом из которого был один из первых поселенцев. В 1856 году был принят устав города и избран мэр, однако до наступления XX века местного управления фактически не существовало, улицы не ремонтировались, тротуаров не было, несколько домов стояли некрашеными, главная площадь зарастала сорняками. В 1901 году был принят новый устав и у города появились полноценные органы местного управления.
В 1873 году в городе начали издавать газету, в 1880 через город прошёл хлопковый пояс, а к 1900 году в город были проведены две железные дороги, Texas и New Orleans. Основной сельскохозяйственной культурой до 1930-х годов оставался хлопок. Во время Великой депрессии фермеры переключились на скотоводство и выращивание овощей. В 1928 году началась разведка нефтяных и газовых месторождений в регионе, в 1940-х годах началась добыча нефти.

## География
Атенс находится в центральной части округа, его координаты: 32°12′09″ с. ш. 95°49′51″ з. д..
Согласно данным бюро переписи США, площадь города составляет около 52,3 км2, из которых 46,2 км2 занято сушей, а 6,1 км2 — водная поверхность. Самый большой водоём - озеро Атенс на востоке города.

### Климат
Согласно классификации климатов Кёппена, в Атенсе преобладает влажный субтропический климат (Cfa).
| Показатель                    | Янв. | Фев. | Март | Апр. | Май | Июнь | Июль | Авг. | Сен. | Окт. | Нояб. | Дек. | Год |
| ----------------------------- | ---- | ---- | ---- | ---- | --- | ---- | ---- | ---- | ---- | ---- | ----- | ---- | --- |
| Абсолютный максимум, °C       | 30   | 29   | 32   | 36   | 37  | 40   | 42   | 43   | 41   | 36   | 32    | 30   | 43  |
| Средний суточный максимум, °C | 13   | 16   | 19   | 24   | 28  | 32   | 35   | 36   | 31   | 26   | 20    | 15   | 25  |
| Средняя температура, °C       | 7    | 10   | 13   | 18   | 22  | 27   | 29   | 29   | 25   | 20   | 13    | 9    | 19  |
| Средний суточный минимум, °C  | 1    | 5    | 7    | 12   | 17  | 22   | 23   | 23   | 19   | 14   | 6     | 3    | 13  |
| Абсолютный минимум, °C        | −18  | −13  | −11  | 2    | 7   | 14   | 18   | 17   | 3    |      | −7    | −12  | −18 |
| Норма осадков, мм             | 40   | 40   | 40   | 100  | 150 | 120  | 30   | 30   | 60   | 50   | 20    | 50   | 780 |
| Источник: weatherbase.com     |      |      |      |      |     |      |      |      |      |      |       |      |     |

## Население
Согласно переписи населения 2010 года в городе проживало 12 710 человек, было 4645 домохозяйств и 2970 семей. Расовый состав города: 65,3 % — белые, 17,7 % — афроамериканцы, 0,5 % — коренные жители США, 0,6 % — азиаты, 0,0 % (3 человека) — жители Гавайев или Океании, 13,7 % — другие расы, 2,1 % — две и более расы. Число испаноязычных жителей любых рас составило 26,7 %.
Из 4645 домохозяйств, в 34,7 % живут дети младше 18 лет. 43,3 % домохозяйств представляли собой совместно проживающие супружеские пары (18,1 % с детьми младше 18 лет), в 16,4 % домохозяйств женщины проживали без мужей, в 4,2 % домохозяйств мужчины проживали без жён, 36,1 % домохозяйств не являлись семьями. В 31,5 % домохозяйств проживал только один человек, 13 % составляли одинокие пожилые люди (старше 65 лет). Средний размер домохозяйства составлял 2,53 человека. Средний размер семьи — 3,19 человека.
Население города по возрастному диапазону распределилось следующим образом: 30,1 % — жители младше 20 лет, 26,8 % находятся в возрасте от 20 до 39, 27,2 % — от 40 до 64, 15,8 % — 65 лет и старше. Средний возраст составляет 34,2 года.
Согласно данным пятилетнего опроса 2018 года, средний доход домохозяйства в Атенсе составляет 37 445 долларов США в год, средний доход семьи — 48 670 долларов. Доход на душу населения в городе составляет 20 699 долларов. Около 22,5 % семей и 27,3 % населения находятся за чертой бедности. В том числе 41,6 % в возрасте до 18 лет и 10,2 % в возрасте 65 и старше.

## Местное управление

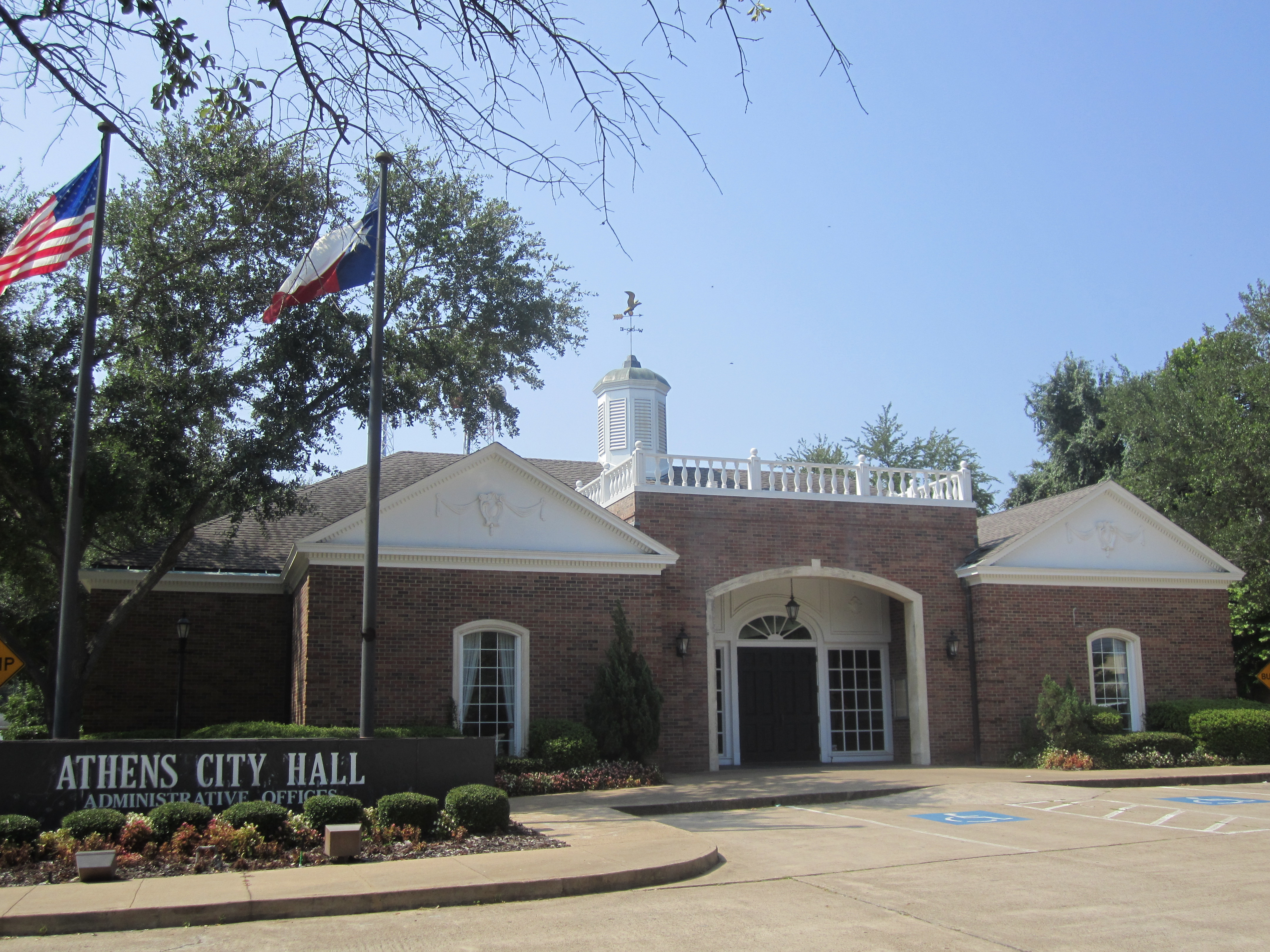
Городская ратуша Атенса

Управление городом осуществляется мэром и городским советом, состоящим из четырёх человек. Один из членов совета выбирается заместителем мэра.

## Инфраструктура и транспорт
Через Атенс проходят автомагистраль 175 США, а также автомагистрали штата Техас 7, 19 и 31.
В городе располагается муниципальный аэропорт Атенс. Аэропорт располагает одной взлётно-посадочной полосой длиной 1216 метров. Ближайшим аэропортом, выполняющим коммерческие пассажирские рейсы, является региональный аэропорт Тайлер-Паундс. Аэропорт находится примерно в 55 километрах к востоку от Атенса.

## Образование

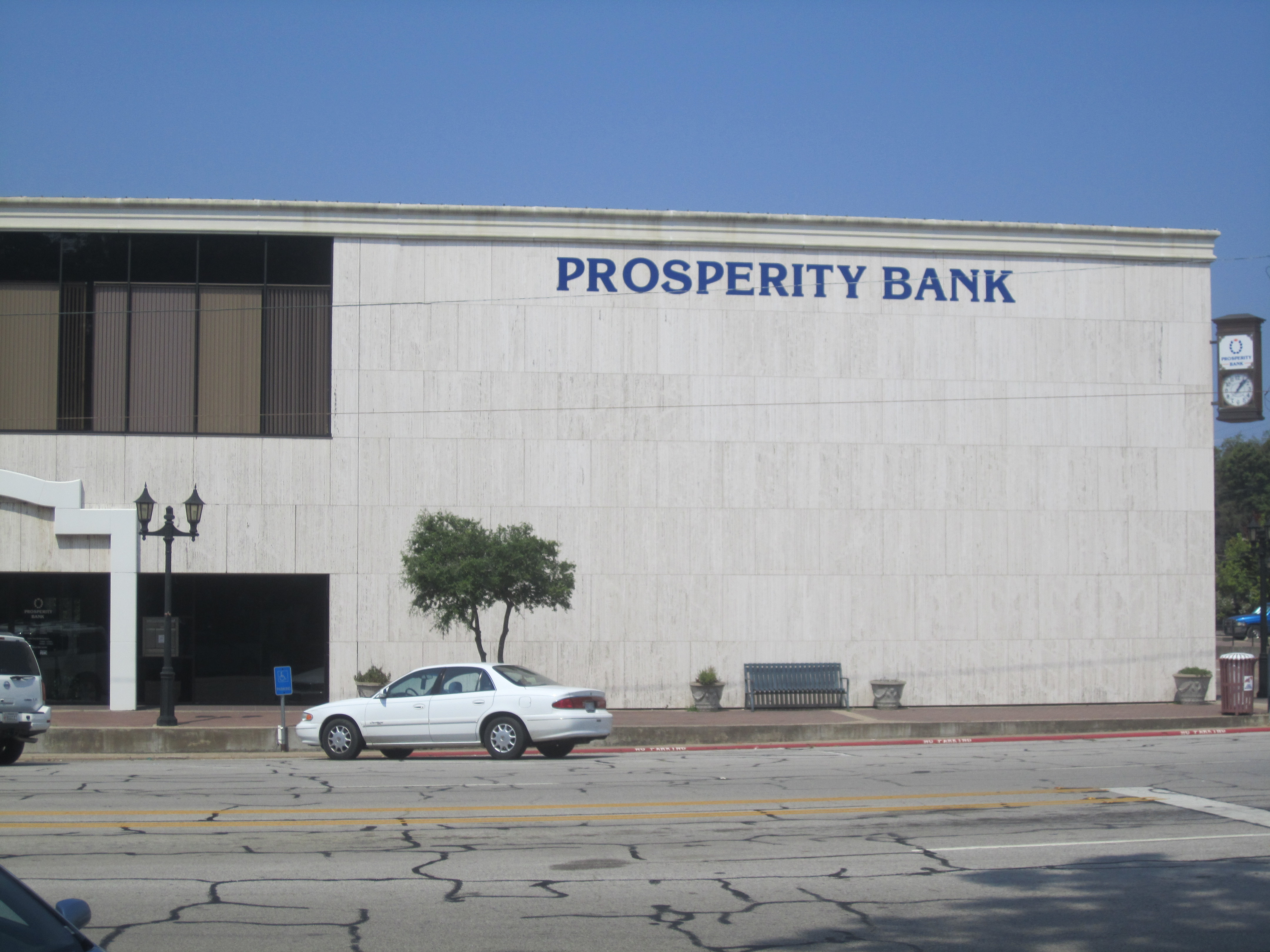
Банк Prosperity в центре города

Город обслуживается независимым школьным округом Атенс.
В Атенсе расположен основной кампус общественного колледжа Тринити-Валли.

## Экономика
Согласно финансовому отчёту за 2014—2015 финансовый год, Атенс владел активами на $31,32 млн., долговые обязательства города составляли $17,33 млн. Доходы города в 2015 году составили $15,16 млн., а расходы — $13,88 млн.

## Отдых и развлечения

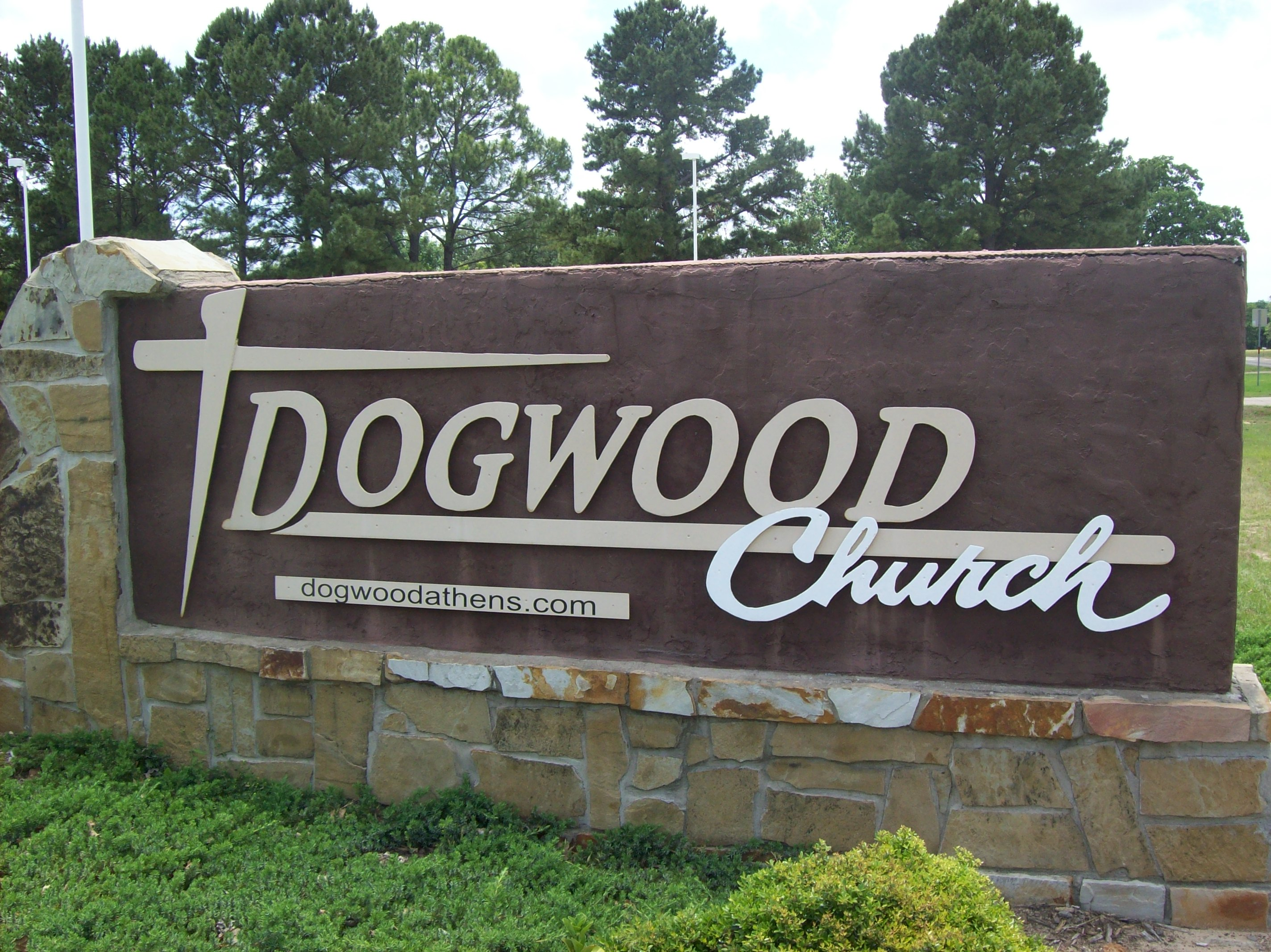
Знак церкви Догвуд в Атенсе

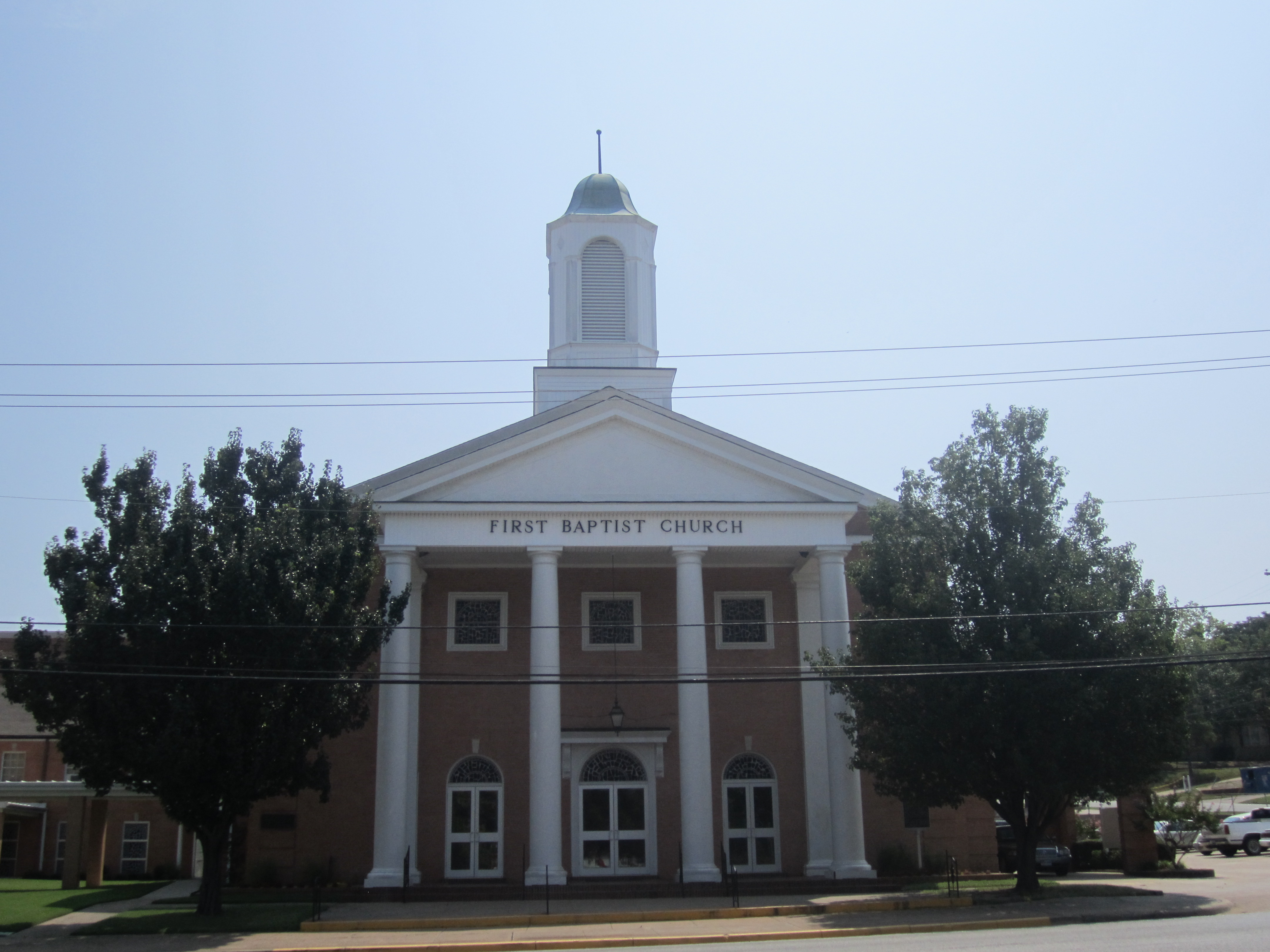
Первая баптистская церковь

В городе располагается ряд парков, спортивный центр, бассейн, поля для гольфа, теннисные площадки, кинотеатр. Популярным местом отдыха является озеро Атенс.
В мае проходит мероприятие скрипачей Athens Old Fiddlers Reunion, а в июле праздник фасоли, одного из главных продуктов сельского хозяйства региона.